# Акалаты
Акалаты (лат. Sheppardia) — род воробьиных птиц из семейства мухоловковых. Распространены в Африке. Длина тела 11—15 см, масса тела 11—26 г.
Выделяют 11 видов:
- Sheppardia aequatorialis (Jackson, FJ, 1906) — Угандийский акалат
- Sheppardia aurantiithorax Beresford, Fjeldså, & Kiure, 2004
- Sheppardia bocagei (Finsch & Hartlaub, 1870)
- Sheppardia cyornithopsis (Sharpe, 1901) — Буробокий акалат
- Sheppardia gabela (Rand, 1957) — Габельский акалат
- Sheppardia gunningi Haagner, 1909 — Синекрылый акалат
- Sheppardia lowei (C. H. B. Grant & Mackworth-Praed, 1941)
- Sheppardia montana (Reichenow, 1907)
- Sheppardia poensis (Alexander, 1903)
- Sheppardia polioptera (Reichenow, 1892)
- Sheppardia sharpei (Shelley, 1903) — Акалат Шарпа

## Таксономия и этимология
Род Sheppardia был классифицирован в 1909 году южноафриканским орнитологом Алвином Карлом Хаагнером, типовым видом был синекрылый акалат восточного побережья (Sheppardia gunningi). Род назван в честь коллекционера и фермера П. А. Шеппарда.
Ричард Боудлер Шарп, никогда не посещавший Африку, описал птиц по их названиям на булу как птиц «разных видов», встречающимися в подлеске. Главный классификатор птиц Западной Африки Джордж Л. Бейтс описал их более конкретно как «маленькие представители рода Turdinus, которые называются в фанг и булу „Акалат“…». Упомянутый род включает группу евразийских болтунов, которые в настоящее время классифицируются как почти болтуны в роде Illadopsis .
Хорошо зарекомендовавшие себя справочники Дэвида Армитиджа Баннермана о птицах Западной Африки, опубликованные с 1930 по 1951 год, сохранили название akalat для Trichastoma, то есть Illadopsis. Другие авторы относили это название рода к дроздовым и мухоловковым. Примечательно, что лесная песня акалата, которую народы булу и нтуму соответственно называют «буфио» и «вуфио», по их мнению, предсказывает смерть близкого родителя, который прощается с ними в этой песне.